# Rathaus (Herford)

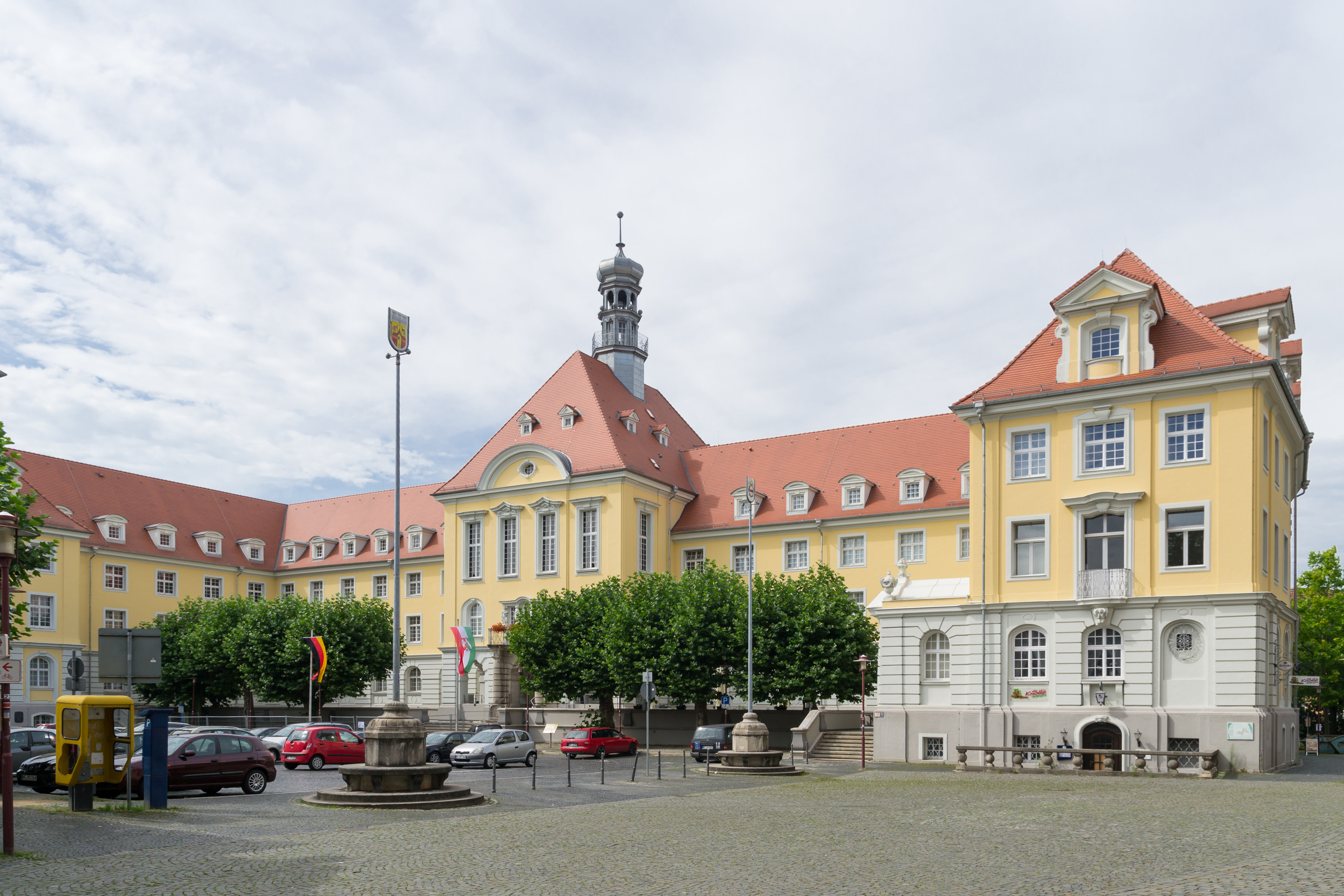
Rathaus Herford

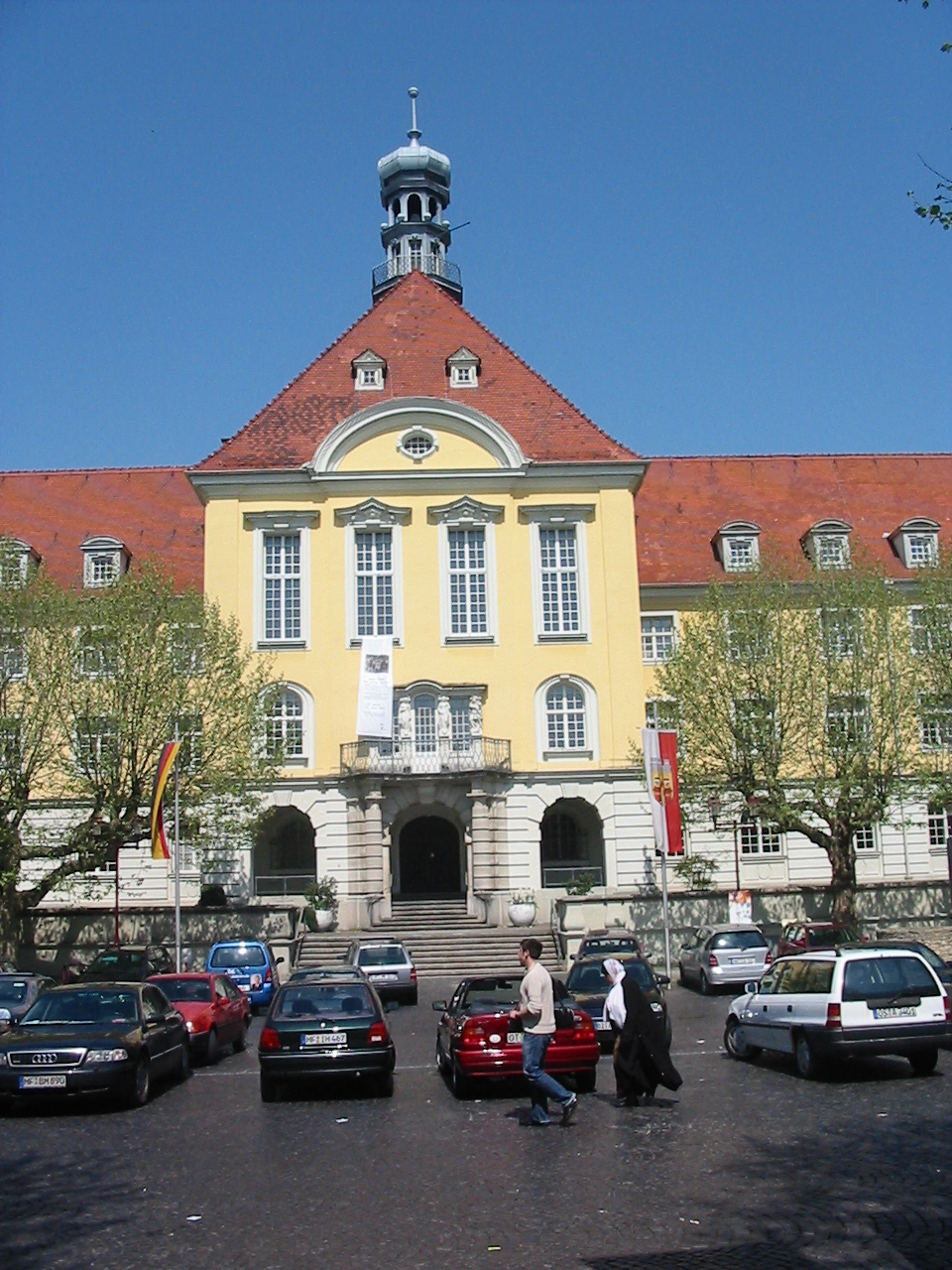
Haupteingang mit darüberliegenden Fenstern des großen und kleinen Sitzungssaals und dem davor liegenden Rathausplatz

Das Rathaus der ostwestfälischen Stadt Herford ist seit 1917 das städtische Verwaltungsgebäude. Weitere städtische Ämter befinden sich im Technischen Rathaus. Gleichzeitig mit dem Rathaus wurde die Markthalle gebaut.

## Lage
Das Rathaus liegt im Stadtzentrum in der Altstadt zwischen der Münsterkirche und der Hauptstelle der Sparkasse Herford. Gegenüber befindet sich die gleichzeitig und im selben Baustil erbaute Markthalle. Der Platz zwischen den Gebäuden heißt Rathausplatz.

## Gebäude

### Rathaus

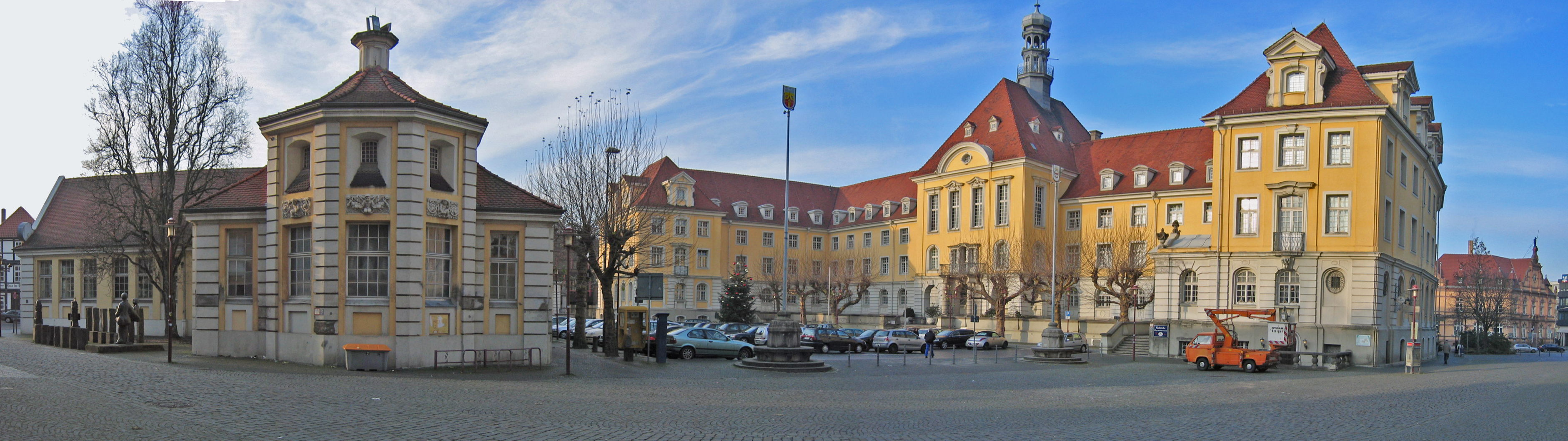
Rathaus mit Markthalle (links)

Der dreigeschossige neobarocke Bau besteht aus einem 87 m langen und 30 m hohen Hauptflügel und je einem 48 m langen und 23 m hohen Seitenflügel an der Ost- und Westseite mit unterschiedlichen Grundrissen. Der mittlere Teil des Hauptflügels ist turmartig aufgeweitet, übersteigt das übrige Gebäude jedoch nur um ein Dachgeschoss und einen Dachreiter. Bis zur Spitze des Dachreiters sind es 40 m.
In diesem mittleren Teil befinden sich der große und der kleine Sitzungssaal, in denen die Rats- und Ausschusssitzungen durchgeführt werden. Das Erdgeschoss liegt etwas erhöht über dem Sockelgeschoss, so dass es vom Rathausplatz nur über eine Treppe erreichbar ist. Auch an den Seitenflügeln befinden sich Treppen. Über alle drei Treppen gelangt man auf eine Terrasse, die über dem Sockelgeschoss vor dem Hauptflügel liegt und vom westlichen zum östlichen Flügel reicht. Von der Terrasse gelangt man über weitere Stufen ins Erdgeschoss. Im Untergeschoss des Ostflügels befindet sich der Ratskeller.
Im Ostflügel gibt es neben dem Treppenaufgang seit 1957 eine Ehrennische, die an die Stadt Landsberg an der Warthe erinnert. Der Text in der Nische lautet: Landsberg Warthe 1257 1957 unvergessene Heimat.
Seit 4. November 1981 stehen das Rathaus und die Markthalle unter Denkmalschutz.

#### Gedenkstätte Zellentrakt
In den ehemaligen Hafträumen der Polizei im nordwestlichen Teil des Rathauses, welche von 1933 bis 1946 auch von der Gestapo benutzt wurde, befindet sich seit 2005 die Gedenkstätte Zellentrakt, eine Erinnerungsstätte an die Opfer des Nationalsozialismus. Dort werden wechselnde Ausstellungen gezeigt. Am 18. Juli 2005 fand die offizielle Eröffnung der Gedenkstätte durch den damaligen Präsidenten des Zentralrats der Juden in Deutschland, Paul Spiegel statt.

### Markthalle

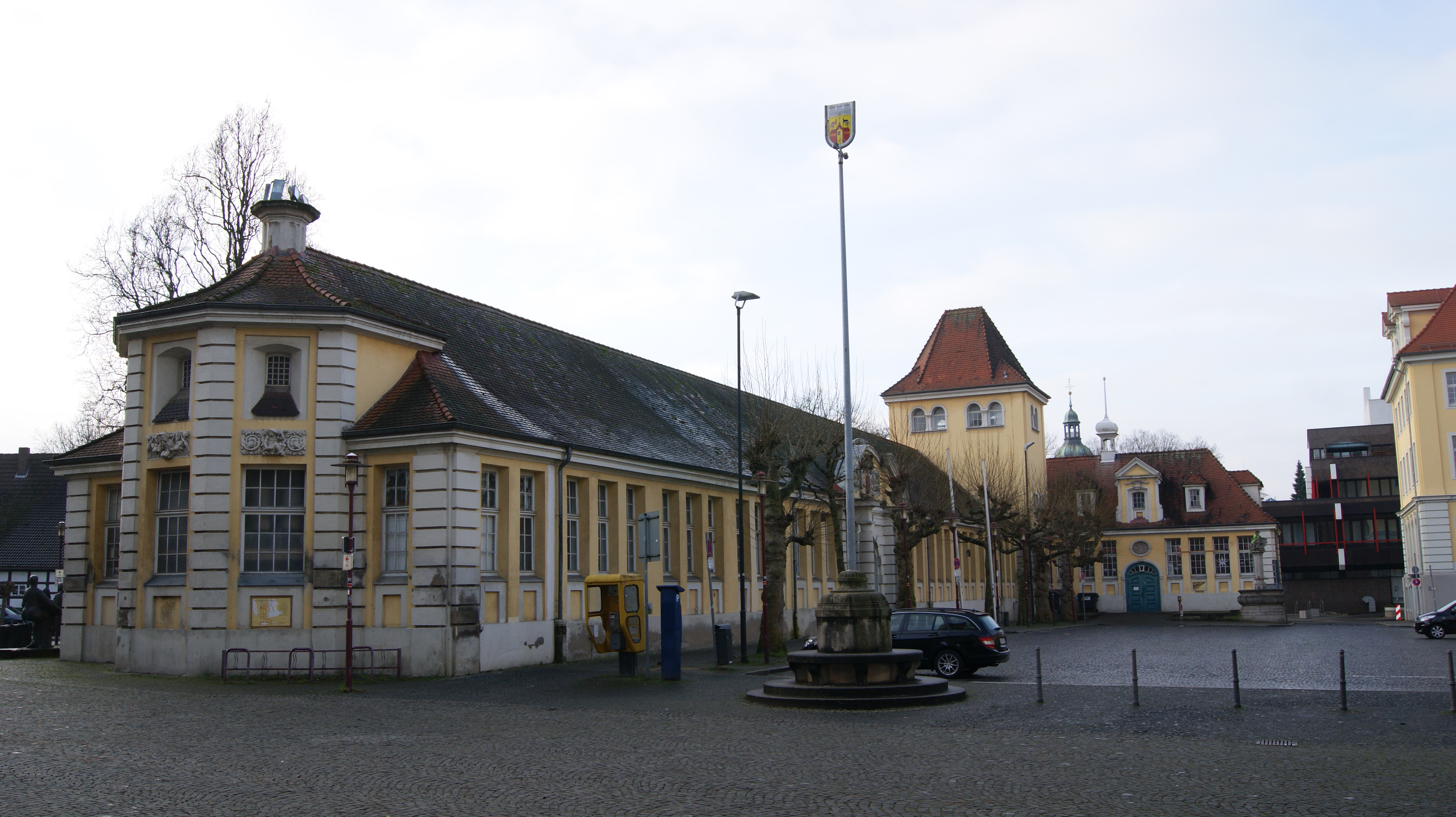
Markthalle

Die dem Rathaus gegenüber liegende Markthalle ist ein 72 m langer eingeschossiger Bau im selben Baustil. Sie besteht aus einem Längsflügel, zwei Querflügeln, die mittig in Richtung Elisabethstraße laufen und einem Querflügel auf der Westseite mit einem Turm. Die größte Breite beträgt 28 m, die Höhe bis zum Dachfirst ist 11 m, bis zur Turmspitze sind es 20 m.
In Längs- und Querflügeln befindet sich die große Markthalle, in dem Querflügel auf der Westseite ist von dort durch eine Tür die kleine Markthalle erreichbar.
In den 1980er Jahren wurde die Halle zu einer Mehrzweckhalle umgebaut und für zahlreiche Veranstaltungen mitgenutzt. Dazu mussten die Marktstände jeweils abgebaut werden.
Ende August 2019 wurde die Markthalle nach zweijähriger Renovierung mit neuem Konzept wiedereröffnet. Die Neuausrichtung der Halle zielt auf die ursprüngliche Hauptnutzung als Markt bei Profilierung eines Frischemarktes mit Produkten aus der Region sowie die Stärkung des Marktes als Ort der Begegnung. So gibt es neben Lebensmitteln und Blumen dort auch Geschenkartikel sowie Speisen und Getränke an überwiegend festen Ständen. Außerdem können eine Showküche und ein Veranstaltungsraum angemietet werden. In einem Trausaal können standesamtliche Trauungen durchgeführt werden. In der kleinen Markthalle befindet sich jetzt die neu gestaltete Tourismus-Information der Stadt Herford.

## Brunnen und Denkmäler im Bereich des Rathausplatzes

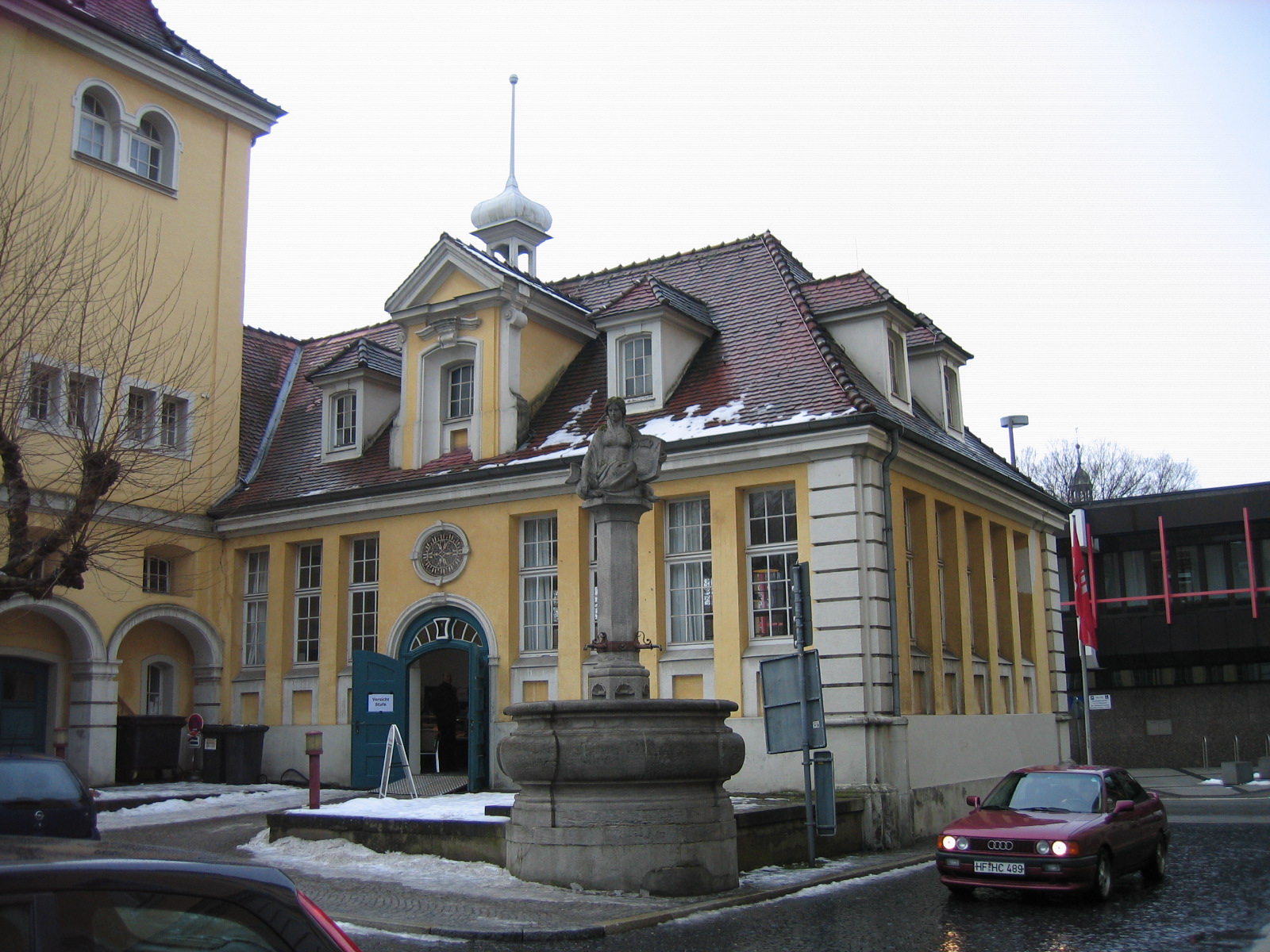
Alter Abteibrunnen vor der Kleinen Markthalle

In der Nähe des Westflügels der Markthalle steht auf dem Rathausplatz der Abteibrunnen, der an das Stift Herford erinnert.
Bei archäologischen Ausgrabungen in den Jahren von 1988 bis 1990 wurde der 5,60 m tiefe Alte Abteibrunnen vor dem Rathaus im östlichen Teil des Rathausplatzes entdeckt.
Seit 1998 befindet sich neben der Ostseite der Markthalle das Stadtgeschichts- oder Reichsabteidenkmal der Reichstiftstadt Herford. Es soll das singuläre Verhältnis von Stift und Stadt, das Kondominat (seit 1256) darstellen.
Seit 1999 erinnert an der Kleinen Markthalle eine Tafel an die von dort ausgegangenen Deportationen. Von dort wurden in den Jahren 1941 bis 1945 jüdische Herforderinnen und Herforder zur Sammelstelle in Bielefeld abtransportiert, dem Ausgangspunkt für den Transport in Ghettos und Vernichtungslager.
Im Jahr 2021 wurden neben der Haupttreppe des Rathauses eine Gedenktafel zur Erinnerung an die Verfolgung der Herforder Sinti und Roma und auf dem Rathausplatz das Frieda-Nadig-Denkmal eingeweiht. Es erinnert an die Herforderin Frieda Nadig, eine der vier Mütter des Grundgesetzes.
Der Rathausplatz ist 52 m breit und 100 m lang. Einschließlich der Rathausterrasse ist die Fläche 35.000 m² groß.

## Geschichte

### Vorgeschichte Rathaus

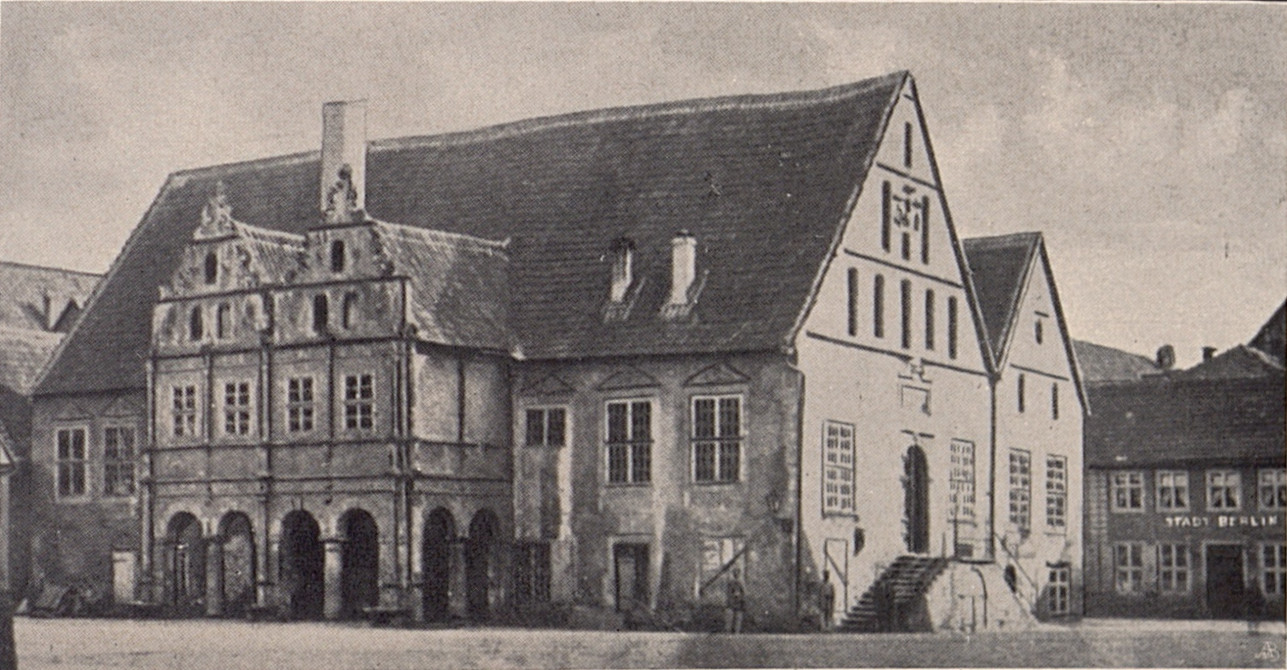
Altes Rathaus

Bis 1878 befand sich das Alte Rathaus der Stadt Herford auf dem Alten Markt. Es wurde auf Drängen des damaligen Bürgermeisters Ludwig Quentin abgerissen, da er das Erscheinungsbild des im Renaissancestil gebauten Hauses nicht mehr zeitgemäß fand. Außerdem wurde auf dem Alten Markt mehr Platz für den Wochenmarkt benötigt und das Gebäude behinderte die Ausfahrten aus den umliegenden Straßen.
Nach dem Abriss des alten Rathauses zog die Stadtverwaltung in verschiedene Gebäude, wie das Neustädter Rathaus, das ehemalige Kreisgericht (heute Amtsgericht Herford), die alte Bürgerschule an der Arndtstraße 10 (heute Volksbank-Filiale), das ehemalige Kontorhaus der Schönfeld-Fabrik am Münsterkirchplatz 1, das ehemalige Landratsamt an der Elisabethstraße 9, die ehemalige Fabrik der Firma Böckelmann am Münsterkirchplatz 7 und verschiedene Wohnhäuser.

### Vorgeschichte Markthalle
Seit 1838 fand auf dem Alten Markt ein regelmäßiger Wochenmarkt statt. Auch nachdem das Altstädter Rathaus im Jahr 1878 abgerissen worden war, reichte die Fläche nicht mehr aus, da bis zu 200 Pferdefuhrwerke den Alten Markt anfuhren und dadurch die Platz- und Verkehrsverhältnisse immer chaotischer wurden. Außerdem gab es an Tagen, an denen kein Wochenmarkt stattfand, Probleme mit der Einlagerung der Markttische und Transportwagen. Daher entschloss sich die Stadtverwaltung in einem Teil der Spinnerei Schönfeld auf dem alten Abteigelände eine Markthalle zu errichten. In dem Zusammenhang wurde der Platz vor dem Rest der ehemaligen Abteigebäude umgestaltet, Stallungen wurden eingerichtet sowie 50 Markttische und 15 Marktbänke neu beschafft. Am 16. Dezember 1901 fand dort erstmals montags, donnerstags und samstags der Wochenmarkt statt. 1903 eröffnete dort eine Kaffeeschänke, ab 1904 gab es eine Wasserleitung zur Halle und in die Stallungen und 1905 wurde in einem abgegrenzten Bereich Geflügel geschlachtet. 1911 wird der Montagsmarkt auf Dienstag verlegt und 1911 donnerstags ein gesonderter Fischmarkt eingerichtet.

### Planung
Aufgrund der „unhaltbaren“ Unterbringung der Stadtverwaltung beschlossen die städtischen Behörden im Jahr 1911 den Bau eines neuen Rathauses. Das Stadtbauamt sollte die Ausschreibung eines Ideenwettbewerbs veranlassen. Allerdings war bis dahin der Standort noch offen. Anfang 1912 beschloss die Stadt, das Gelände der früheren Schönfeldschen Spinnerei zu nutzen, die sich in dem Gebäude des ehemaligen Stifts befunden hatte. Die Ausschreibung gewann der Architekt Paul Kanold.
1913 beschloss die Stadtverwaltung gleichzeitig mit dem Rathaus auch die neue Markthalle (ebenfalls nach Plänen von Kanold) zu errichten.

### Bau
Im Winter 1913/1914 wurden die auf dem Bauplatz stehenden Gebäude von Mitarbeitern des städtischen Fuhrparks abgebrochen und der Bauplatz eingerichtet. Baubeginn für das Rathaus und die Markthalle war am 5. April 1914.
Gleichzeitig sollte ein Teil des Münsterkirchplatzes abgetragen werden, da dieser auf einem Hügel lag, der höher war, als der Rathausplatz und die benachbarten Straßen „Auf der Freiheit“ und Elisabethstraße. Im August 1916, als der Rathausbau schon weit fortgeschritten war, wurde mit der Tieferlegung begonnen. Sie dauerte bis Februar 1918. Seitdem gelangt man über eine Freitreppe vom Rathausplatz in die ehemals ebenerdig liegende Münsterkirche.
Ab Ende 1916 zogen die städtischen Ämter nach und nach in das Rathaus, die letzten Anfang Januar 1917. Die Schlüsselübergabe von Paul Kanold an Oberbürgermeister Wilhelm Busse erfolge am 7. Februar 1917.
Somit erfolgten fast die gesamten Bauarbeiten während des Ersten Weltkriegs.

### Von 1917 bis 2017
Zunächst zogen die „kriegswichtigen“ Ämter in das Rathaus ein, wie das Lebensmittelamt, das Kriegsunterstützungsamt, das Einquartierungsamt und das Militäramt. Außerdem wurden in den Kellerräumen Lagerräume für die in der Markthalle eingerichteten Kriegsküche bereitgehalten. Auch eine Bekleidungsstelle für Kinder und die Ausgabestelle für Lebensmittelmarken waren erforderlich. Weitere Einrichtungen waren die Kriegswohlfahrtspflege, die Unterstützungen an die Soldaten- und Gefallenenfamilien zahlte, und die Ortskohlenstelle, die die Verteilung von Kohle und anderen Brennstoffen regelte.
Dazu kam, dass mehr als die Hälfte der städtischen Beamten und Angestellten zum Militärdienst eingezogen war und viele von ihnen im Krieg starben. Daher konnte die Verwaltung nur mit Hilfskräften aufrechterhalten werden.
Viele der zusätzlichen Ämter blieben bis Anfang/Mitte der 1920er Jahre in Betrieb, bis sie nach und nach aufgelöst wurden. Dazu gehörte auch das Wohnungsamt, das im Krieg auch für die Vermittlung von Wohnungen für Flüchtlinge aus besetzten Gebieten sorgte und nach dem Krieg Notleidenden bezahlbare Wohnungen verschaffte.
Am 4. April 1920 wurde der Ratskeller eröffnet.
Am 16. Juli 1921 wurde im Rathaus der am 29. Juni 1921 bei Heidelberg ermordete Oberbürgermeister Busse aufgebahrt, der vier Jahre zuvor das Rathaus eröffnet hatte.
Während der NS-Zeit ab 20. Januar 1933 wurden die Kommunalverwaltung und die Gemeindevertretung gleichgeschaltet. Zahlreiche Mitarbeiter der Stadt wurden entlassen, versetzt oder in den Ruhestand geschickt. Im August 1933 wurde Friedrich Kleim von der NSDAP als Oberbürgermeister eingesetzt.
Nachdem im Oktober 1935 die ersten Soldaten in die neugebauten Herforder Kasernen eingerückt waren, wurde im November 1935 auf dem Rathausplatz die erste Rekrutenvereidigung durchgeführt.
Am 13. Dezember 1941 begann vom Rathausplatz die Deportation jüdischer Mitbürger.
Im Zweiten Weltkrieg wurden wieder kriegsbedingte Ämter eingerichtet. Außerdem wurde ein Teil der Kellerräume zu Luftschutzräumen umgebaut. In den Kriegsnächten war das Rathaus mit einer Wache besetzt.
Am 4./5. April 1945 wurden die Stadt und das Rathaus durch amerikanische Truppen eingenommen. Der Stadtkämmerer Tiemann wurde von der Militärregierung als kommissarischer Oberbürgermeister eingesetzt.
Am 15. Mai 1945 lösten britische Einheiten die amerikanischen Soldaten ab. Herford gehörte von da an zur britischen Zone.
Am 21. Januar 1946 fand die erste Versammlung der von der Militärregierung eingesetzten Stadtvertretung statt.
Am 22./23. Januar 1946 wurde im Rathaus die CDU innerhalb der britischen Zone gegründet. Teilnehmer waren der Herforder Oberbürgermeister Friedrich Holzapfel und Konrad Adenauer, der den Vorsitz übernahm.
Im Jahre 1950 wurde im Rathaus das Rückerstattungsgericht „Board of Review“ (BOR) für die britische Besatzungszone errichtet, das im Dezember 1955 zusammen mit den Rückerstattungsgerichten der amerikanischen und französischen Besatzungszonen zum Obersten Rückerstattungsgericht (ORG) mit Sitz im Rathaus zusammengeschlossen wurde. Es kümmerte sich um die Rückgabe enteigneten jüdischen Vermögens. Am 1. Oktober 1960 erfolgte der Umzug in ein Gebäude der Herforder Wohnungsbaugesellschaft an die Berliner Straße/Ecke Petersilienstraße Von dort wurde es 1984 nach München verlegt.
1978 wurde auf der Nordseite des Rathauses ein Aufzug eingebaut.
Anlässlich des 1200-jährigen Bestehens der Stadt erfolgte im Jahr 1989 eine Generalsanierung des Rathauses. Außerdem wurden von 1988 bis 1990 archäologische Grabungen auf dem Rathaus- und dem Münsterkirchplatz unter der Leitung von Matthias Wemhoff durchgeführt.
Im Jahre 2004 wurde das ehemalige Polizeigefängnis als Außenstelle des Stadtarchivs zur „Gedenkstätte Zellentrakt“.
Von 2010 bis 2017 erfolgten umfangreiche Sanierungsarbeiten von Bauschäden und es wurde energetische Maßnahmen sowie Dach- und Fenstererneuerung vorgenommen.

## 100 Jahre Rathaus der Stadt Herford
Anlässlich des 100-jährigen Jubiläums des Rathauses wurden im Jahr 2017 im und am Rathaus sowie auf dem Rathausplatz zahlreiche Veranstaltungen durchgeführt. Im Rahmen dieser Feier wurde in Zusammenarbeit mit der Stadt Herford und der Firma Ravensburger ein Puzzle des Herforder Rathauses herausgebracht. Das Foto stellte der Fotograf Christian Verheyen kostenlos zur Verfügung.